# Sylvain Cambreling
Sylvain Cambreling (Amiens, 2 juli 1948) is een Frans dirigent.

## Levensloop
Cambreling studeerde trombone aan het Conservatorium van Parijs. Hij vervoegde l'Orchestre Symphonique de Lyon (OSL) als trombonist in 1971. In 1974 behaalde hij de tweede prijs in de Internationale Besançon Competitie voor Jonge Dirigenten. Zijn debuut als dirigent was bij de OSL in 1975: hij dirigeerde toen de scènes van Robert Schumann uit Faust van Goethe. Op uitnodiging van Pierre Boulez begon hij vanaf 1976 regelmatig het ensemble Intercontemporain te dirigeren.
Cambreling was de muziekregisseur van de Koninklijke Muntschouwburg in Brussel van 1981 tot 1991, tijdens de ambtstermijn van Gerard Mortier. Hij diende als artistiek directeur en algemeen muziekdirecteur van de Opera van Frankfurt van 1993 tot 1997. Tijdens zijn ambtstermijn in Frankfurt ondervond hij controverse over voorgestelde bezuinigingen op de begroting van de stad Frankfurt en de regisseur voor opera en ballet, Martin Steinhoff. Van 1997 tot 2004 was hij hoofdgastdirigent van Klangforum Wien, met wie hij de laatste opera van Luciano Berio, Cronaca del luogo, in première bracht. Hij maakte ook verschillende commerciële opnames met Klangforum Wien. Cambreling was veelvuldig dirigent voor de Opéra national de Paris tijdens de ambtstermijn van Mortier daar, van 2004 tot 2009, met de titel van "hoofddirigent" voor het eerste seizoen van die periode, een titel gedeeld met zes andere dirigenten.
Van 1999 tot 2011 was Cambreling chef-dirigent van de SWR Sinfonieorchester Baden-Baden und Freiburg en maakte verschillende commerciële opnames met het orkest. In april 2010 werd hij benoemd tot Generalmusikdirektor (GMD) van de Staatsopera van Stuttgart vanaf het seizoen 2012-2013. Hij beëindigde zijn ambtstermijn in Stuttgart aan het einde van het seizoen 2017-2018. Cambreling was de functie van chef-dirigent van het nieuw gevormde SWR Symphonieorchester aangeboden, maar weigerde om principiële redenen uit protest tegen de fusie van de twee voorloperorkesten in het nieuwe ensemble. In februari 2018 kondigde de Symphoniker Hamburg de benoeming van Cambreling aan als zijn volgende chef-dirigent, effectief vanaf het seizoen 2018-2019.
Buiten Europa werd Cambreling in april 2010 hoofddirigent van het Yomiuri Nippon Symphony Orchestra, met een eerste contract van 3 jaar. In maart 2019 werd hij daar opgevolg door Sebastian Weigle.